# نیسان تینا

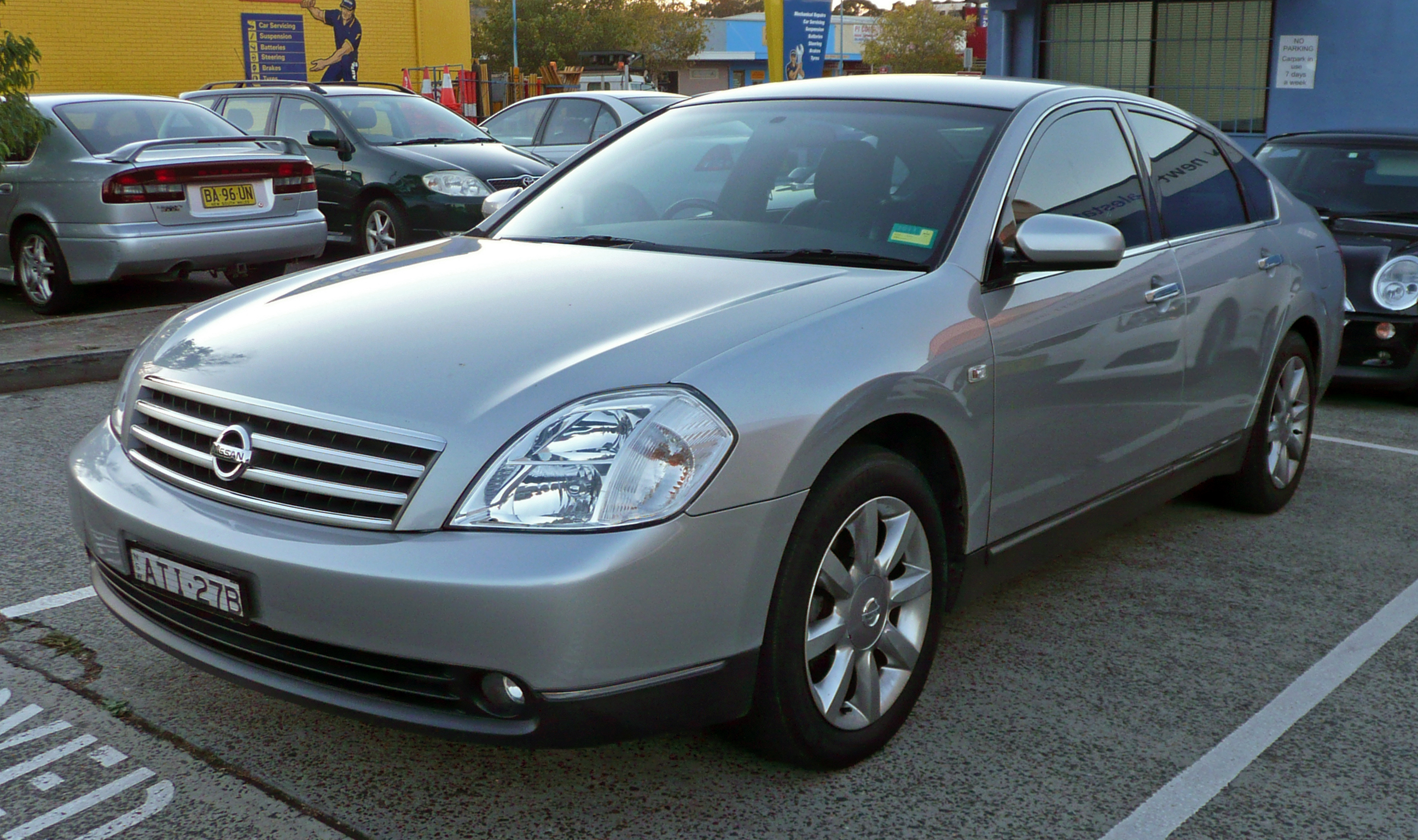

نیسان تیانا (Nissan Teana) خودرویی بود که در سال‌های ۲۰۰۳—۲۰۲۰در آمریکا، تایلند و کره جنوبی تولید شد. جدیدترین نسل از این خودرو در ایران وجود داشت که به عنوان با کیفیت‌ترین خودروی ایران در سال ۱۳۹۰ انتخاب شد. بر اساس آمار شرکت پارس خودرو در سال ۱۳۹۰ قریب ۱۵۰۰ دستگاه، سال ۱۳۹۱ حدود ۱۱۳۰ و سال ۱۳۹۲ نزدیک به ۸۵۰ نیسان تینا در بازار خودروی ایران بفروش رسید.این خودرو در ژاپن، تایوان، هند، ایران، موریس، روسیه، چین، برونئی، بولیوی، شیلی، کلمبیا، ترینیداد و توباگو، تایلند، سنگاپور، فیلیپین، اندونزی، مالزی، نیوزلند و استرالیا عرضه شد.

## تاریخچه
نسل اول خودروی نیسان تیانا (Nissan Teana -J۳۱) در سال ۲۰۰۳ در ژاپن رونمایی شده و به سرعت جایگاه خود را در بازار آسیا پیدا کرد. اما با وارد شدن نسل دوم و به روزتر این خودرو (J۳۲) در سال ۲۰۰۸ این خودرو بیشتر بر سر زبان‌ها افتاد. این خودرو با نام‌های مختلف در برخی کشورها شناخته می‌شود. این خودرو با همان نام تیانا در سال ۱۳۸۹ وارد بازار ایران شد. پارس خودرو این خودرو را به عنوان جایگزینی برای خودروی خوش نام ماکسیما و برای رقابت با حریفان سرسختی همچون تویوتا کمری، هیوندای آزرا و کیا اپیروس وارد بازار کرد. نیسان تیانا به عنوان با کیفیت‌ترین خودروی ایران در سال ۱۳۹۰ انتخاب شده‌است. این خودرو در دو تیپ XV و XL در بازار عرضه می‌شود که تفاوتی از لحاظ فنی و موتوری ندارند و فقط برخی از آپشن‌ها و امکانات خودرو از جمله سیستم کنترل پایداری، سقف پانوراما و ایربگ های جانبی در مدل XL حذف شده‌است.

## بررسی

### طراحی
اگر به این خودرو به دید یک اتومبیل خانوادگی نگاه کنیم، خودرویی خوش فرم با طراحی مناسب را خواهیم یافت اما در نگاه عادی شاید ابعاد خودرو کمی بزرگ به نظر برسد. نمای جلو خودرو با استفاده از چراغ‌های بزرگ و کشیده و جلو پنجرهی بزرگ که طراحی آن تا حدی شبیه جلو پنجره ماکسیما نیز هست، به چشم می آید. خطوط و انحنای بدنه این خودرو شکل مشخصی دارد و در نمای جانبی تا نزدیکی‌های چراغ عقب خودرو کشیده شده‌است تا شکل بهتری از یک خودرو بزرگ و خانوادگی ارائه دهد. در نمای عقب نیز ارتفاع مناسب قسمت بالایی بدنه منجر به این شده‌است تا صندوق عقب جاداری برای این خودرو در نظر گرفته شود و همچنین هماهنگی این قسمت با کل بدنه حفظ شود.

### فضای داخلی
فضای داخلی این خودرو از همان لحظه که وارد آن می‌شوید نظرتان را جلب می‌کند. کیفیت بسیار خوب قطعات خودرو به همراه صندلی‌های راحت و فضای بسیار مناسب برای نشستن سرنشینان از نکات مثبت فضای داخلی آن است. صندلی جلوی این خودرو از نوع VIP است و آن گرمکن نیز در نظر گرفته شده‌است. داشبورد این خودرو نیز بسیار زیبا طراحی شده‌است و با ترکیب چرم و طرح چوب نمای جالب و چشم‌نواز و لوکسی را به‌وجود آورده است. نکته جالب در مورد داشبورد و درب‌های این خودرو قرار گرفتن تعداد زیاد دکمه های تنظیم است که به دلیل تعداد آپشن‌های بالای این خودرو وجود دارند.

### رانندگی
با توجه به فضای داخلی راحت این خودرو، سواری با آن برای راننده آن بسیار خوب و دلپذیر خواهد بود. استفاده از گیربکس CVT در این خودرو شاید شتاب اولیه کمی به آن بدهد اما به سرعت این ضعف اولیه جبران می‌شود و شتاب صفر تا ۱۰۰ این خودرو ۹.۶ ثانیه است که برای خودرویی با این ابعاد و وزن بسیار خوب به نظر می‌رسد. حداکثر سرعت این خودرو در یکی از تست‌های جادهای که از آن به عمل آمد، ۲۱۰ کیلومتر بر ساعت ثبت شده‌است. به دلیل استفاده از سیستم‌های پایداری و ترمز متعدد در این خودرو اگر با سرعت به پیچ‌ها وارد شوید، با مشکلی مواجه نخواهید شد و همچنین تکان‌های قسمت سرنشین عقب که در ماکسیما وجود داشت در این خودرو تقریباً برطرف شده‌است.

### ایمنی
نوع فول آپشن این خودرو دارای کیسه هوا جلو، جانبی و پرده‌ای است که در نوع XL کیسه هوای پرده‌ای حذف شده‌است. سیستم‌های کمکی پایداری همچون EBD، ABS ، TCS و سیستم ضدلغزش VDC به صورت استاندارد در این خودرو دیده می‌شود. همچنین فرمان خودرو مجهز به سیستم هوشمند سرعت است، به طوری که در سرعت‌های بالا تیزی و تندی فرمان کمتر می‌شود تا از تغییر جهت‌های ناگهانی که ممکن است به واژگونی خودرو منجر شود جلوگیری کند. نیسان تیانا موفق به دریافت ۵ ستاره ایمنی از موسسه EuroNCAP و دریافت گواهی استاندارد امنیت در زمینه تصادف از جلو، طرفین، عقب و امنیت تصادف برای عابران پیاده و همچنین استاندارد آلایندگی یورو ۴ شده‌است.

## نگارخانه

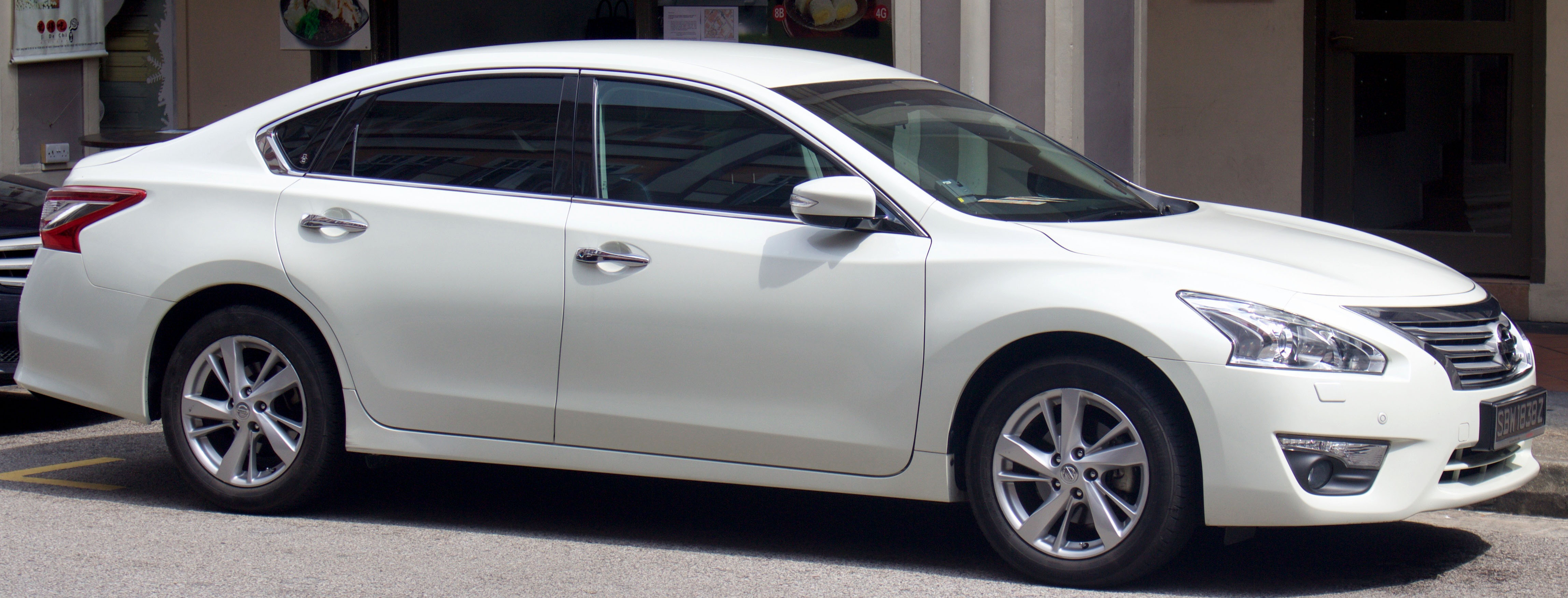
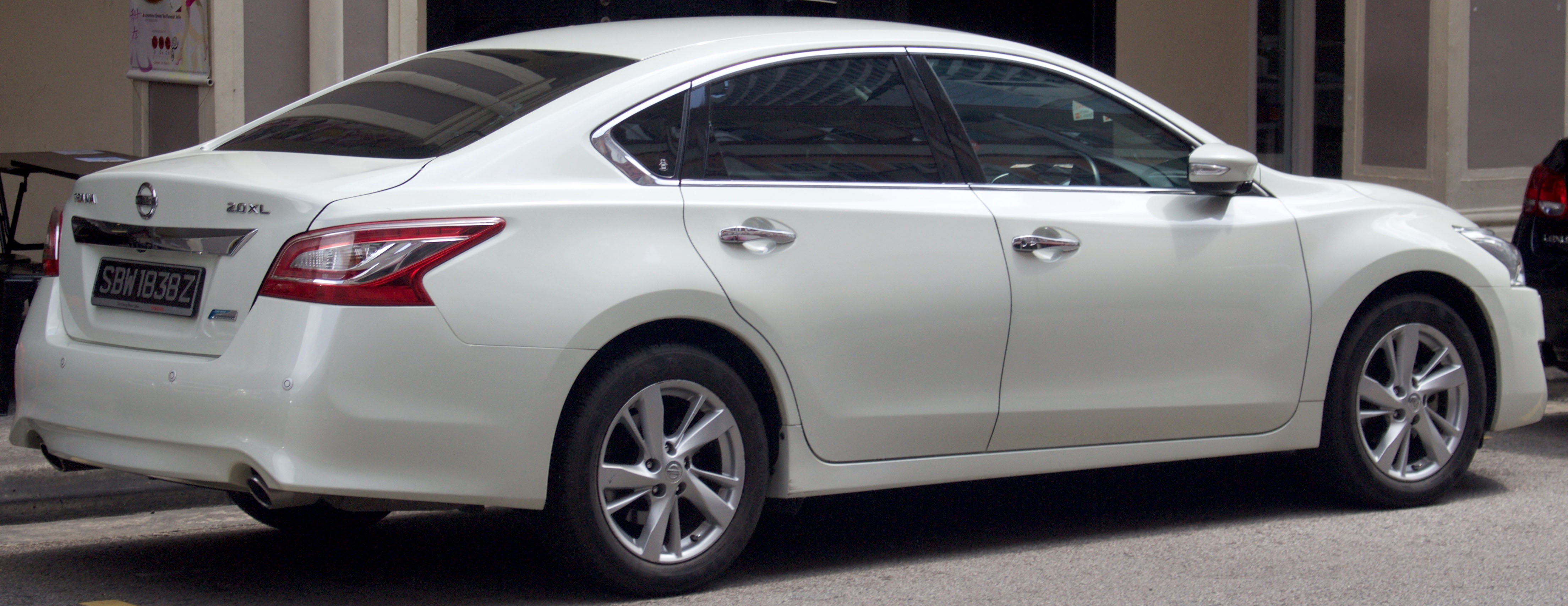
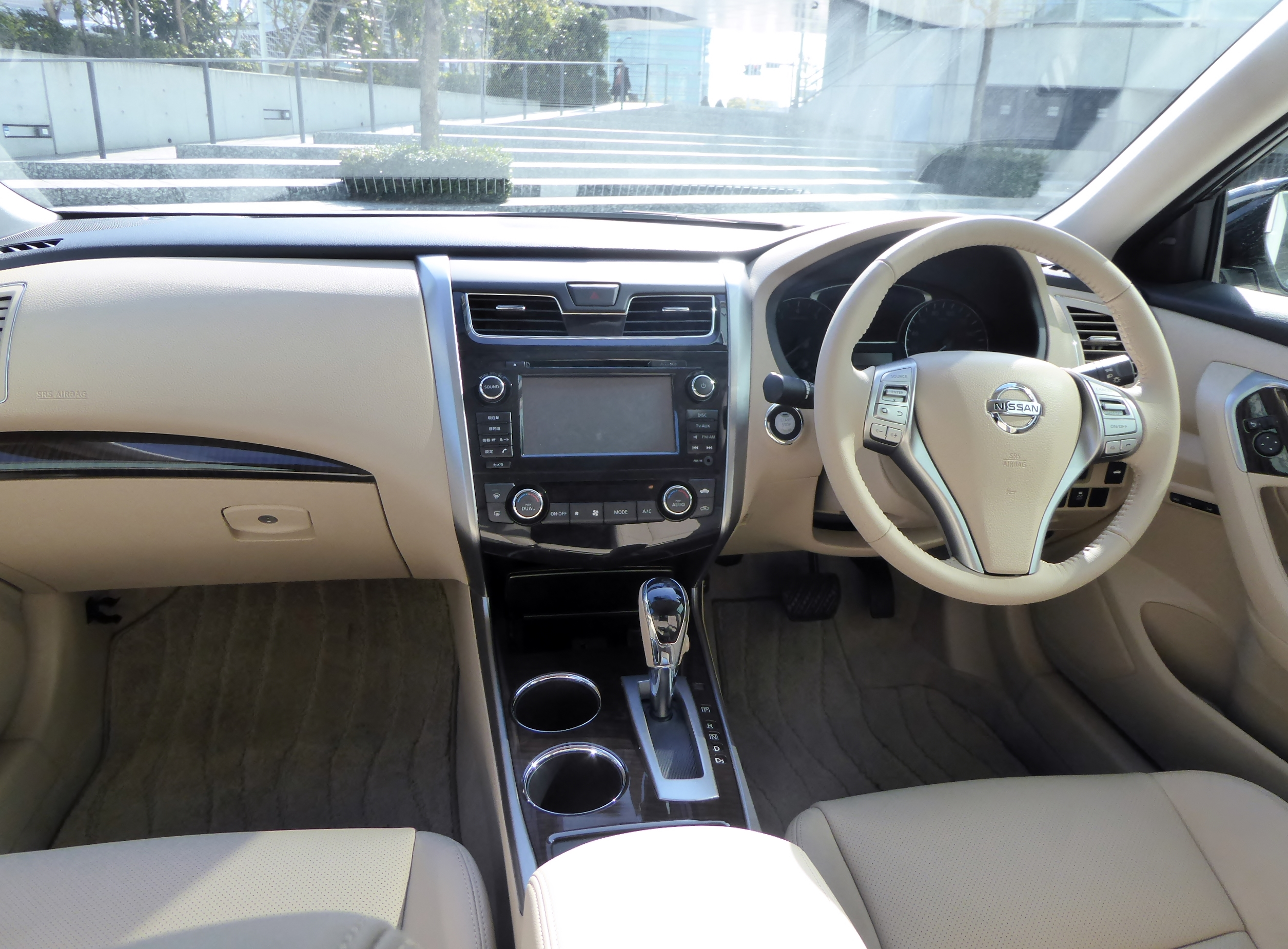